# The Phoenix Tree
The Phoenix Tree és el tercer EP del grup japonès de post-rock Mono. Es va posar a la venda el 18 d'abril de 2007, com a part de la col·lecció Travels in Constants de la discogràfica Temporary Residence Ltd.
The Phoenix Tree («l'arbre fènix», en català), fa referència al ginkgo que va sobreviure després de l'atac atòmic a Hiroshima.
Giovanna Cacciola, cantant del grup Uzeda, posa veu a «Black Rain». Va ser la primera vegada que Mono fa servir la veu en un dels seus temes.

## Llistat de pistes
| Núm. | Títol                                 | Durada |
| ---- | ------------------------------------- | ------ |
| 1.   | «Gone»                                | 4:06   |
| 2.   | «Black Rain» (Veu: Giovanna Cacciola) | 9:20   |
| 3.   | «Rainbow»                             | 2:23   |
| 4.   | «Little Boy (1945 - Future)»          | 9:28   |